# 原口清
原口 清（はらぐち　きよし、1922年2月17日 - 2016年11月14日）は、日本の歴史学者。専門は日本近代史。名城大学名誉教授。静岡県榛原郡地頭方村新庄（現牧之原市）出身。

## 略歴

### 学歴
- 1936年：清水市入江尋常高等小学校高等科（現・静岡市立清水入江小学校）卒業。
- 1940年：専門学校入学者検定試験合格。
- 1942年：旧制静岡高等学校文科甲類入学。
- 1944年：東京帝国大学文学部宗教学科入学（のち国史学科に転科）。
- 1948年：東京帝国大学文学部国史学科を卒業。卒業論文は「幕末長州藩の藩政改革」

### 職歴
- 1949年：埼玉県立川口高等学校教諭。
- 1952年：静岡県立静岡法経短期大学講師。
- 1956年：静岡県立静岡法経短期大学助教授。
- 1957年：静岡大学法経短期大学部助教授。
- 1964年：静岡大学法経短期大学部教授。
- 1969年：静岡大学法経短期大学部主事。
- 1971年：名城大学商学部教授。以後、名城大学商学部長・同協議員・学校法人名城大学評議員その他を歴任。
- 1993年：名城大学商学部を停年退職。

## 著書

### 単著
- 『戊辰戦争』（塙書房、1963年）
- 『日本近代国家の形成』（岩波書店、1968年）
- 『明治前期地方政治史研究』上巻・下巻（塙書房、1972年・1974年）
- 『自由民権・静岡事件』（三一書房、1984年）

### 共著
- （海野福寿）『静岡県の歴史. 近代・現代編』（静岡新聞社、1979年）
- （海野福寿）『静岡県の百年』（山川出版社、1982年）

### 著作集
- 原口清著作集編集委員会編『原口清著作集』全5巻（岩田書院、2007年-2008年）
  - 1巻『幕末中央政局の動向』（解説：高木不二）
  - 2巻『王政復古への道』（解説：家近良樹）
  - 3巻『戊辰戦争論の展開』（解説：松尾正人）
  - 4巻『日本近代国家の成立』（解説：勝田政治）
  - 5巻『自由民権運動と静岡事件』（解説：田村貞雄）